# Відкритий чемпіонат США з тенісу 1999
Відкритий чемпіонат США з тенісу 1999 проходив з 30 серпня по 12 вересня 1999 року на відкртих кортах Тенісного центру імені Біллі Джин Кінг у парку Флашинг-Медоуз у районі Нью-Йорка Квінз. Це був четвертий, останній турнір Великого шолома календарного року.

## Події
Минулорічний чемпіон у чоловічому одиночному розряді Патрік Рафтер програв у першому колі й утратив титул. Переміг Андре Агассі, для якого це була 5-та перемога в турнірах Великого шолома й друга в США. 
Минулорічна чемпіонка Лінзі Девенпорт поступилася в півфіналі Серені Вільямс. Серена виграла фінал у Мартіни Хінгіс і здобула свою першу перемогу в турнірах Великого шолома в одиночному розряді. 
У чоловічому парному розряді перемогла канадсько-американська пара Ларо / О'Браєн. Для кожного з них це був перший і єдиний титул Великого шолома. У фіналі вони здолали індійців Бгупаті й Паеса, переможців цьогорічних Ролан-Гаррос та Вімблдону й фіналістів чемпіонату Австралії. 
Сестри Вільямс виграли парні змагання серед жінок. Для них це була друга парна перемога в турнірах Великого шолома. 
У міксті перемогли Сугіяма та Бгупаті. Сугіяма виграла мікст на турнірах Великого шолома вперше (і востаннє), для Бгупаті це був другий титул Великого шолома в цьому виді змагань.

## Результати фінальних матчів

### Дорослі
| Одиночний розряд. Чоловіки   |                            |                                   |
| Андре Агассі                 | Тодд Мартін                | 6–4, 6–7(5–7), 6–7(2–7), 6–3, 6–2 |
|                              |                            |                                   |
| Одиночний розряд. Жінки      |                            |                                   |
| Серена Вільямс               | Мартіна Хінгіс             | 6–3, 7–6(7–4)                     |
|                              |                            |                                   |
| Парний розряд. Чоловіки      |                            |                                   |
| Себастьян Ларо Алекс О'Браєн | Магеш Бгупаті Леандер Паес | 7–6(9–7), 6–4                     |
|                              |                            |                                   |
| Парний розряд. Жінки         |                            |                                   |
| Серена Вільямс Вінус Вільямс | Чанда Рубін Сандрін Тестю  | 4–6, 6–1, 6–4                     |
|                              |                            |                                   |
| Мікст                        |                            |                                   |
| Суґіяма Ай Магеш Бгупаті     | Кімберлі По Доналд Джонсон | 6–4, 6–4                          |
|                              |                            |                                   |

### Юніори
| Одиночний розряд. Хлопці      |                                 |               |
| Яркко Ніємінен                | Крістіан Плесс                  | 6–7, 6–3, 6–4 |
|                               |                                 |               |
| Одиночний розряд. Дівчата     |                                 |               |
| Ліна Красноруцька             | Надія Петрова                   | 6–3, 6–2      |
|                               |                                 |               |
| Парний розряд. Хлопці         |                                 |               |
| Жульєн Беннето Ніколя Маю     | Трес Девіс Алберто Френсіс      | 6–4, 3–6, 6–1 |
|                               |                                 |               |
| Парний розряд. Дівчата        |                                 |               |
| Дая Беданова Ірода Туляганова | Галина Фокіна Ліна Красноруцька | 6–3, 6–4      |
|                               |                                 |               |